# Kishen Singh
Kishen ou Krishna Singh, né en 1850 à Milam et mort en février 1921 à Moradabad, est un explorateur indien. 
Pundit, employé par les britanniques du Survey of India (en), son nom de code était « AK » et ses réalisations rivalisent avec celles de son cousin Nain Singh (en) dont le nom de code était « The Pundit ».

## Biographie
Il est le fils d'une commerçante nommée Deb Singh et est né dans le village de Milam à la frontière indo-chinoise, aujourd'hui dans le district de Pithoragarh. Son frère aîné est Mani Singh Rawat (en) et son cousin, Nain Singh, deviendra aussi un explorateur,,. 
Il étudie et simultanément y travaille comme assistant à l'école publique de Garbyang dans la région de Dharchula (en). Il obtient le diplôme Tehsil Mudarisi de l'école normale d'Almora. Il devient alors nseignant à l'école des filles de Milam et à l'école publique de Garbyang,,. 
Engagé et formé par le Geological Survey of India de Dehradun, il prend part au Great Trigonometrical Survey dont il deviendra plus tard formateur. James Walker, l'arpenteur général de l'Inde, l'entraine, avec son cousin Nain Singh, dans des expéditions au Tibet et en Asie centrale. Il fait partie de plusieurs expéditions importantes dont,,, :
- 1869 : Mont Kailash - Lac Manasarovar
- 1871-1872 : Shigatsé - Lhassa
- 1873-1874 : Xian de Yarkand - Kachgar, avec Thomas Douglas Forsyth
- 1878-1882 : Darjeeling – Lhassa – Mongolie durant laquelle il séjourne pendant un an à Lhassa en se faisant passer pour un commerçant. Il explore alors le Mékong, la Salouen et l'Irrawaddy.

Il est le premier à cartographier le cratère du Ramgarh à l'échelle plus fine 1 : 63 360.
Il prend sa retraite en 1885. 
En 1913, il devient le gardien de la société coopérative de développement de base Johar Upkarini Mahasabha dans la vallée de Johar et meurt en février 1921,.

## Récompenses et distinctions[8],[11],[12]
- Montre en or avec inscriptions et 500 roupies indiennes de la Royal Geographical Society
- Médaille d'or de la Société de géographie (France)
- Médaille d'or de la Société géographique italienne
- Titre de Rai Bahadur (en) du Raj britannique